# Сінаркас
Сінаркас, Сінаркес (ісп. Sinarcas (офіційна назва), валенс. Sinarques) — муніципалітет в Іспанії, у складі автономної спільноти Валенсія, у провінції Валенсія. Населення — 1216 осіб (2010).

## Географія
Муніципалітет розташований на відстані близько 220 км на схід від Мадрида, 80 км на захід від Валенсії.

## Демографія
Динаміка населення (INE ):

## Галерея зображень

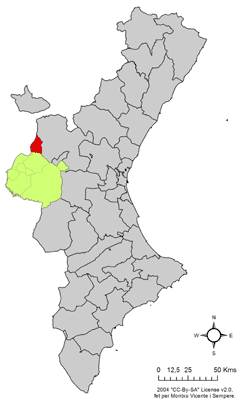
Розташування муніципалітету у автономній спільноті Валенсія
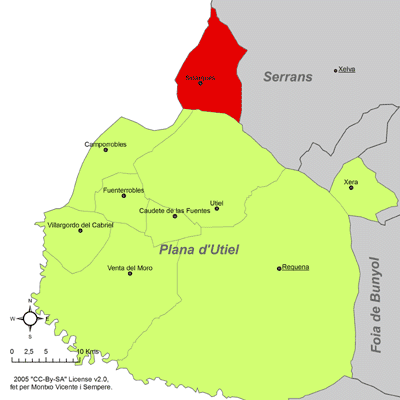
Розташування муніципалітету Сінаркас у комарці Рекена-Утьєль